# Metro de Frankfurt
O Metro de Frankfurt ou U-Bahn de Frankfurt é os sitema de metropolitano que opera na cidade alemã de Frankfurt.

## Linhas

Diagrama geográfico da U-Bahn de Frankfurt.

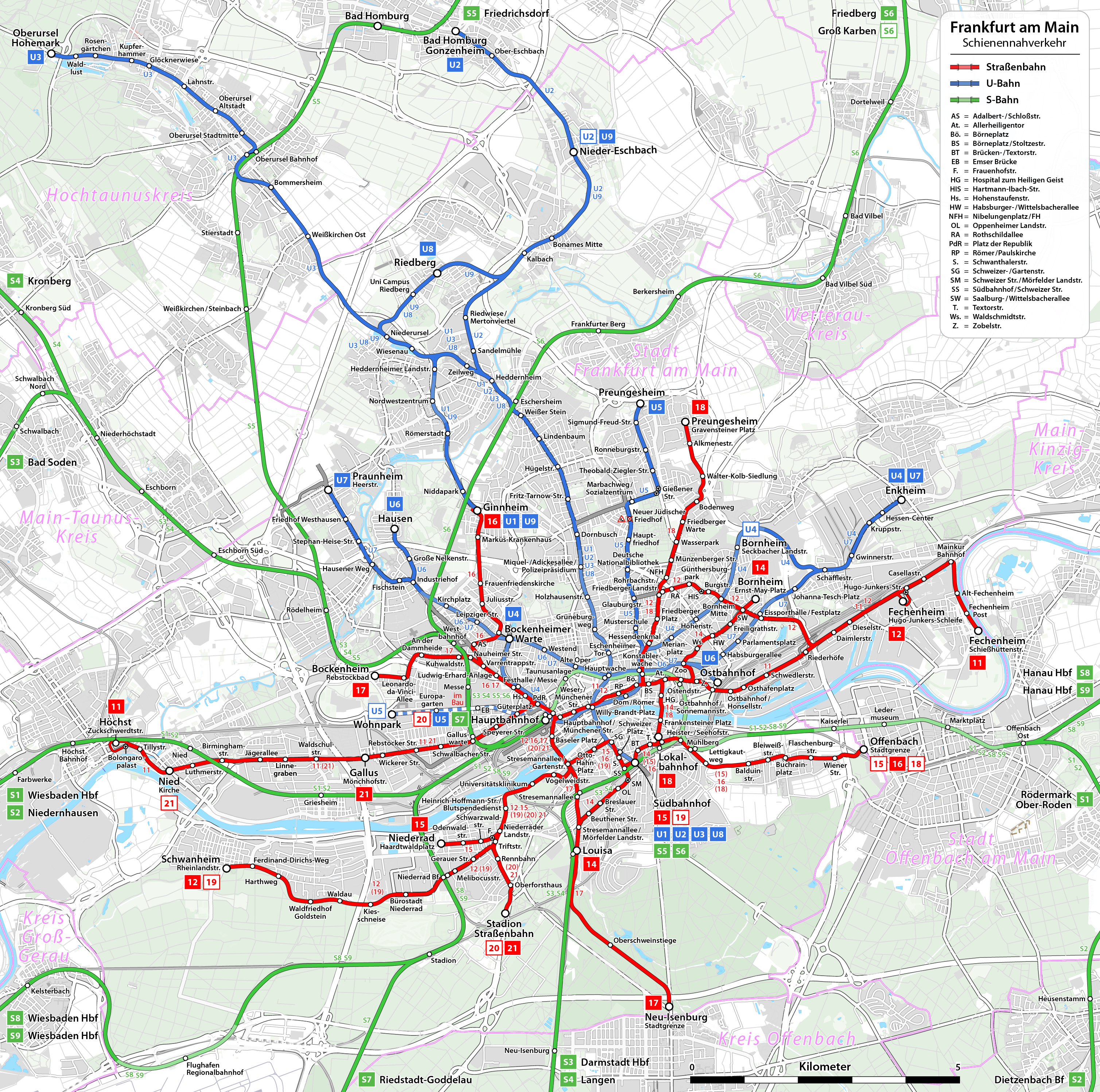

| Tipo     | Nome | Trajecto                                      |
| -------- | ---- | --------------------------------------------- |
| Linhas A | U1   | Südbahnhof ↔ Ginnheim                         |
| Linhas A | U2   | Südbahnhof ↔ Bad Homburg-Gonzenheim           |
| Linhas A | U3   | Südbahnhof ↔ Oberursel-Hohemark               |
| Linhas A | U8   | Südbahnhof ↔ Riedberg                         |
| Linhas B | U4   | Bockenheimer Warte ↔ Seckbacher Landstraße    |
| Linhas B | U5   | Estação Frankfurt Hauptbahnhof ↔ Preungesheim |
| Linhas C | U6   | Heerstraße ↔ Ostbahnhof                       |
| Linhas C | U7   | Hausen ↔ Enkheim                              |
| Linhas D | U9   | Ginnheim ↔ Niedereschbach                     |